# شعب باريبا
شعب باريبا، المُطلق على نفسه اسم باتونو (جمع باتومبو) هم السكان الرئيسيون لمقاطعات بورغو وأليبوري، في بنين، والمؤسسون المشتركون لمملكة بورغو في ما يعرف الآن شمال شرق بنين وغرب وسط نيجيريا. في نيجيريا، عُثر عليهم منتشرين بين ولاية غرب كوارة وقسم بورغو من ولاية النيجر. ربما يوجد مليون باريبا، 70٪ منهم في بنين، إذ إنهم رابع أكبر مجموعة عرقية ويشكلون حوالي 1/11 من السكان (9.2٪). تتركز باريبا بشكل أساسي في شمال شرق البلاد، خاصة حول مدينة نيكي، التي تعتبر عاصمة باريبا التقليدية. في نهاية القرن الثامن عشر، أصبحوا مستقلين عن اليوروبا في أويو وشكلوا العديد من الممالك في منطقة بورغو. أدى استعمار بنين (ثم داهومي) من قبل الفرنسيين في نهاية القرن التاسع عشر وفرض حدود صناعية أنجلو-فرنسية، إلى إنهاء تجارة باريبا في المنطقة.
أحد مهرجاناتهم البارزة مهرجانُ جاني السنوي الذي يعتبر ركوب الخيل عنصرًا بارزًا فيه.
يحتل شعب باريبا مكانة مهمة في تاريخ البلاد. خلال أواخر القرن التاسع عشر، كان من المعروف أن شعب باريبا يشكل ولايات مستقلة ويهيمن على الممالك في مدن مثل نيكي وكاندي في شمال شرق البلاد. يوجد في بلدة بيونكو ما يقارب 200,000 شخص من شعب باريبا من أصل 365,000 نسمة.
يتكون مجتمع باريبا من مسؤول رفيع المستوى بمثابة رئيس للبلدة ورؤساء أقل مرتبة منه. الوضع الاجتماعي والألقاب موروثة في العائلات، ولكن يمكن أن تُصنّف مكانة الأشخاص حسب طبيعة عمل العائلات. تشمل التقسيمات البارزة في باريبا نبلاء وازنغاري الحاكمين وعامّة باتومبو والعبيد من أصل مختلف وتجار ديندي ورعاة فولب ومجموعات عرقية أخرى.
الزراعة هي المهنة السائدة لباريبا. يزرعون الذرة والسورغم والأرز والقطن والكاسافا واليام والفاصولياء وزيت النخيل والفول السوداني وبعض الدواجن والمواشي. يلعب الدين دورًا مهمًا في قبائل باريبا وهم مسلمين في المقام الأول، ومع ذلك فإن عددًا من مجتمعات باريبا لها معتقداتها الفطرية.

## الثقافة

### أصول غاني
مهرجان غاني السنوي، الذي يرأسه إمبراطور نيكي، أو في حال غيابه رؤساء مقاطعات بواي وكيكا وسانديرو، يجمع جميع رؤساء المقاطعات وسكانها، الذين يأتون لتجديد الولاء للإمبراطور وتلقّي بركته. يتوافد أكثر من 150,000 شخص إلى نيكي من جميع الأنحاء للمشاركة في الحفل المذهل إذ يُحتفل بحيوية ثقافة باتونو وتُشجّع الروابط الأبوية والأخوية بين السلالات. يجلب الجميع الهدايا -مهما كانت متواضعة- للمساهمة في روعة الاحتفالات. غاني هو المهرجان الثاني في تقويم باتومبو، بعد مهرجان النار أو دونكونرو، الذي يُقام في العام الجديد. يرتبط الغاني بمفهوم النجاح وإثارة الفرح والنصر والحرية وهو وقت النشوة والشراكة. من خلال تحريك الذكريات التي توحدهم وتطبيقها، فإنها تغذي التضامن والأخوّة وتنعشهما داخل شعب باتونو، وتعزز قيم الترحيب والمشاركة. أُدرج احتفالٌ عشائري حيوي لاحقًا في التقويم الإسلامي متزامنًا مع عيد المولد النبوي الذي يحتفل به المسلمون لإحياء ذكرى ميلاد النبي محمد. يُنظّم المهرجان وفقًا للتقويم القمري ويُقام دائمًا في يوم الثلاثاء أو الخميس أو السبت أو الأحد؛ لا يمكن عقده في أي يوم آخر من أيام الأسبوع.